# Federação Moçambicana de Badminton
Die Federação Moçambicana de Badminton (FMB) ist die oberste nationale administrative Organisation in der Sportart Badminton in Mosambik. Der Verband wurde 1975 gegründet.

## Geschichte
Kurz nach seiner Gründung wurde der Verband Mitglied in der Badminton World Federation, damals als International Badminton Federation bekannt, und 1977 Gründungsmitglied im kontinentalen Dachverband African Badminton Confederation, zu der Zeit noch als African Badminton Federation firmierend. 1978 wurden erstmals internationale Titelkämpfe ausgetragen. 1981 starteten die nationalen Juniorenmeisterschaften. Mit dem Versinken des Landes im Bürgerkrieg kam auch der Badmintonsport nahezu vollständig zum Erliegen. In den 2000er Jahren wurden seitens des Verbandes wieder verstärkt Versuche unternommen, einen regeren Spielbetrieb aufzubauen.

## Bedeutende Veranstaltungen, Turniere und Ligen
- Mozambique International
- Mosambikanische Meisterschaft